# Leucocarbo carunculatus
Il cormorano caruncolato (Leucocarbo carunculatus J. F. Gmelin, 1789) è un uccello appartenente alla famiglia dei Falacrocoracidi diffuso nell'Isola del Sud della Nuova Zelanda.

## Descrizione
Lungo circa 76 cm, presenta gola, petto e ventre bianchi, testa, nuca e dorso neri e una mascherina facciale arancione.

## Distribuzione e habitat
Vive in Nuova Zelanda.